# Strijkkwartet nr. 5 (Holmboe)
Vagn Holmboe voltooide zijn Strijkkwartet nr. 5 in 1955. 
Holmboe componeerde zijn vijfde genummerde strijkkwartet, voordat de nummering begon had hij al tien pogingen gewaagd, in drie delen. Het eerste deel is in beginsel gewichtig (Pesante) en later vloeiend (Fluente). Ondertussen onderwerpt de componist het motief in zijn metamorfosestijl, hier conform de sonatevorm want het statige begin komt aan het slot weer terug. Deze manier van componeren hanteert Holmboe ook in deel 2 (Adagio) en deel 3 (Energico), waarbij het beginmotief aan het eind terugkeert. 
Bij de uitgave voor Dacapo Records in 1995 werd vermeld dat de strijkkwartetten na die van Carl Nielsen gezien werden als belangrijke strijkkwartetten binnen de Deense klassieke muziek. Desalniettemin bleven die opnemen zeker tot 2020 de enige opnamen. Gramophone raadde de uitgave aan bij liefhebbers van noordse muziek en hoorde klanken vergelijkbaar met Keith Tippett en Robert Simpson. 
Strijkkwartet nr. 1 · Strijkkwartet nr. 2 · Strijkkwartet nr. 3 · Strijkkwartet nr. 4 · Strijkkwartet nr. 5 · Strijkkwartet nr. 6 · Strijkkwartet nr. 7 · Strijkkwartet nr. 8 · Strijkkwartet nr. 9 · Strijkkwartet nr. 10 · Strijkkwartet nr. 11 · Strijkkwartet nr. 12 · Strijkkwartet nr. 13 · Strijkkwartet nr. 14 · Strijkkwartet nr. 15 · Strijkkwartet nr. 16 · Strijkkwartet nr. 17 · Strijkkwartet nr. 18 · Strijkkwartet nr. 19 · Strijkkwartet nr. 20
Ongenummerd: Sværm · Quartetto sereno